# The Sky Moves Sideways
The Sky Moves Sideways — третий студийный альбом британской прогрессивной рок-группы Porcupine Tree, выпущенный в феврале 1995 года.

## Предыстория
The Sky Moves Sideways сравнивали с альбомом Pink Floyd Wish You Were Here из-за похожей структуры; оба альбома содержат длинные композиции в начале и в конце, которые являются половинами одной песни.
Трек «Moonlop» — это отредактированная и сверхдублированная версия 40-минутной импровизации группы, исполненная в живую и записанная на студии Doghouse 28 июня 1994 года; часть неиспользованных в альбоме барабанных ритмов могла быть взята за основу в «Stars Die». Полная версия была выпущена на Transmission IV в 2001.
The Sky Moves Sideways — первым альбомом Porcupine Tree, который был выпущен в США (хоть и с изменённым списком композиций), а также первый альбом, в котором Porcupine Tree является группой, а не просто псевдонимом Стивена Уилсона. Этот переход произошёл во время записи альбома, поэтому два трека альбома — «The Moon Touches Your Shoulder» и «Dislocated Day» — полностью записаны одним Уилсоном; группа в полном составе приняла участие в записи всего остального альбома (включая «Stars Die», сингл, выпущенный в Великобритании, который был добавлен в версию альбома для США). В 2004 была выпущена новая, двухдисковая версия альбома, для которой были заново записаны ударные от Гэвина Харрисона на двух этих треках.
Всего существуют три отдельные версии этого альбома — оригинальная версия для Великобритании, версия для США и обновлённая версия 2004 года.
Уилсон перемиксировал некоторые элементы «The Colour of Air» для использования в треке «Fuse the Sky» во время Signify-эры на эмбиент-компиляции; позже он появился на Stars Die: The Delerium Years 1991–1997. Те же элементы, перезаписанные и немного изменённые, позже составят основу «Kightlinger», композиции другого проекта Уилсона No-Man, выпущенной в мини-альбоме 1997 года Dry Cleaning Ray. Кроме того, гитарная прогрессия трека «Spiral Circus» могла быть использована в «Something Falls», би-сайде альбома 2001 года Returning Jesus.

## Выпуск
Впервые альбом был выпущен в феврале 1995 в Европе. Позже он был выпущен в Северной Америке в октябре 1995 (он также является первым альбомом Porcupine Tree, который был выпущен в США). Список композиций был изменён для американского релиза. Помимо добавленного трека «Stars Die», был изменён порядок композиций и был удалён «Prepare Yourself»; версия «Moonlop» на этом издании почти в два раза короче версии на издании для Великобритании. Кроме того, обе части заглавного трека были разделены на несколько композиций.
Альбом был обновлён и переиздан в качестве двухдисковой коллекции в 2004 году и включает в себя расширенный и демо-материал. Песня «The Sky Moves Sideways (Alternate Version)» является миксом ауттейков и рабочей записи и представляет собой оригинальное видение альбома как одного 34-минутного трека. Версия «Moonlop» на этом издании имеет три дополнительных минуты материала, ранее доступного только в мини-альбоме. Это единственная версия альбома, в которую включены «Prepare Yourself» и «Stars Die» одновременно. Тройное виниловое издание было выпущено в том же году на лейбле Headspin Music и включает в себя 7-дюймовый сингл с двумя версиями песни «Men of Wood»: первая — с сессий записи альбома, вторая — микс 2000 года, который также включён в сборник Stars Die: The Delerium Yers 1991–1997.
Двойное виниловое издание было выпущено в 2012 году на Kscope. Оно включает в себя новый «анти-громкий» ремастер, который ближе к натуральной динамике оригинального релиза.

## Список композиций
Оригинальный виниловый релиз для Европы
Все тексты написаны Стивеном Уилсоном, вся музыка написана Стивеном Уилсоном, исключая «Moonlop» за авторством Рики Эдвардса, Колина Эдвина, Криса Мэйтленда и Стивена Уилсона.
| №                   | Название | Длительность |
| ------------------- | --- | ------------ |
| 1.                  | «The Sky Moves Sideways Phase 1» I. «The Colour of Air» II. «I Find That I'm Not There» III. «Wire the Drum» IV. «Spiral Circus» | 18:37        |
| 2.                  | «Dislocated Day» | 5:24         |
| 3.                  | «The Moon Touches Your Shoulder»                                                                                                 | 5:40         |
| 4.                  | «Prepare Yourself» | 1:54         |
| 5.                  | «Moonloop» | 17:05        |
| 6.                  | «The Sky Moves Sideways Phase 2» I. «Is...Not» II. «Off the Map»                                                                 | 16:46        |
| Общая длительность: | Общая длительность: | 65:31        |

### Альтернативная версия
Релиз для США
| №  | Название                    | Длительность |
| -- | --------------------------- | ------------ |
| 1. | «The Colour of Air»         | 4:39         |
| 2. | «I Find That I'm Not There» | 3:47         |
| 3. | «Wire the Drum»             | 6:18         |
| 4. | «Spiral Circus»             | 3:56         |

| №  | Название                         | Примечание | Длительность |
| -- | -------------------------------- | ---------- | ------------ |
| 5. | «Stars Die»                      | Бонус-трек | 5:01         |
| 6. | «Moonloop»                       |            | 8:11         |
| 7. | «Dislocated Day»                 |            | 5:24         |
| 8. | «The Moon Touches Your Shoulder» |            | 5:51         |

| №   | Название      | Длительность |
| --- | ------------- | ------------ |
| 9.  | «Is...Not»    | 12:01        |
| 10. | «Off the Map» | 4:43         |

Расширенный ремастер 2004 года
| №  | Название | Длительность |
| -- | --- | ------------ |
| 1. | «The Sky Moves Sideways Phase 1» I. «The Colour of Air» II. «I Find That I'm Not There» III. «Wire the Drum» IV. «Spiral Circus» | 18:37        |
| 2. | «Dislocated Day» | 5:24         |
| 3. | «The Moon Touches Your Shoulder»                                                                                                 | 5:40         |
| 4. | «Prepare Yourself» | 1:54         |
| 5. | «The Sky Moves Sideways Phase 2» I. «Is...Not» II. «Off the Map»                                                                 | 16:46        |

| №  | Название                 | Примечание            | Длительность |
| -- | ------------------------ | --------------------- | ------------ |
| 1. | «The Sky Moves Sideways» | Альтернативная версия | 34:42        |
| 2. | «Stars Die»              | Бонус-трек            | 5:01         |
| 3. | «Moonloop»               | Импровизация          | 16:18        |
| 4. | «Moonloop»               | Кода                  | 4:52         |

3LP-издание
| №  | Название | Длительность |
| -- | --- | ------------ |
| 1. | «The Sky Moves Sideways Phase 1» I. «The Colour of Air» II. «I Find That I'm Not There» III. «Wire the Drum» IV. «Spiral Circus» | 18:37        |

| №  | Название                         | Примечание | Длительность |
| -- | -------------------------------- | ---------- | ------------ |
| 2. | «Stars Die»                      | Бонус-трек | 5:01         |
| 3. | «Dislocated Day»                 |            | 5:24         |
| 4. | «The Moon Touches Your Shoulder» |            | 5:40         |
| 5. | «Prepare Yourself»               |            | 1:54         |

| №  | Название                         | Длительность |
| -- | -------------------------------- | ------------ |
| 6. | «The Sky Moves Sideways Phase 2» | 16:48        |

| №  | Название   | Примечание   | Длительность |
| -- | ---------- | ------------ | ------------ |
| 7. | «Moonloop» | Импровизация | 16:48        |
| 8. | «Moonloop» | Кода         | 4:52         |

| №  | Название                 | Примечание                      | Длительность |
| -- | ------------------------ | ------------------------------- | ------------ |
| 9. | «The Sky Moves Sideways» | Альтернативная версия — часть 1 | 16:36        |

| №  | Название                 | Примечание                      | Длительность |
| -- | ------------------------ | ------------------------------- | ------------ |
| 9. | «The Sky Moves Sideways» | Альтернативная версия — часть 2 | 18:01        |

2LP-издание (KSCOPE825 — «анти-громкий» ремастер 2012 года)
| №  | Название                         | Длительность |
| -- | -------------------------------- | ------------ |
| 1. | «The Sky Moves Sideways Phase 1» | 18:40        |

| №  | Название                         | Примечание | Длительность |
| -- | -------------------------------- | ---------- | ------------ |
| 2. | «Stars Die»                      | Бонус-трек | 5:07         |
| 3. | «Dislocated Day»                 |            | 5:24         |
| 4. | «The Moon Touches Your Shoulder» |            | 5:40         |
| 5. | «Prepare Yourself»               |            | 2:00         |

| №  | Название                         | Длительность |
| -- | -------------------------------- | ------------ |
| 6. | «The Sky Moves Sideways Phase 2» | 16:56        |

| №  | Название   | Длительность |
| -- | ---------- | ------------ |
| 7. | «Moonloop» | 22:23        |

## Участники записи
| - Стивен Уилсон — вокал, гитара; клавишные, программинг и миксинг - Колин Эдвин — бас-гитара - Ричар Бэрбери — клавишные, программинг - Крис Мэйтленд — ударные - Маркус Батлер — дополнительная запись - Майкл Беннион — арт-директор | - Рики Эдвардс — дополнительные ударные - Тео Трэвис — флейта на «The Sky Moves Sideways Phase 1» - Сьюзанн Дж. Бэрбери — вокал на «The Sky Moves Sideways Phase 2» - Гэвин Харрисон — ударные на «Dislocated Day» и «Moon Touches Your Shoulder» (только на расширенном издании 2004 года) |